# Kalvkött
Kalvkött är kött från kalvar, det vill säga unga nötkreatur. Kalvkött styckas på ungefär samma sätt som nötkött.
I allmänhet är kalvkött dyrare per vikt än kött från äldre nötkreatur. Kalvköttsproduktion är ett sätt att öka värdet på tjurkalvar inom mjölkproduktionen och använda torkad vassle, en biprodukt vid produktion av ost.

## Mellankalv och gödkalv
Kalvkött finns i två kvaliteter, gödkalv och mellankalv. Mellankalv är det vanligaste kalvköttet i Sverige. Kalven slaktas vid 6–7 månaders ålder. Gödkalvar slaktas tidigare, vid 2–3 månaders ålder. Köttet är ljusare än mellankalv.

## Kulinariska tillämpningar
I de italienska, franska och andra medelhavsköken tillagas kalvkött ofta som kotletter, som den italienska cotoletta eller den österrikiska schnitzeln. Klassiska franska kalvrätter är stekta escalopes, stekt kalvkött grenadines (små tjocka filébiffar), fyllda paupiettes, bakade leder och blanquettes. Kalvgryta med grönsaker är också en populär rätt med kalvkött. Eftersom kalvkött innehåller mindre fett än annat nötkött måste man vara försiktig när man tillagar det för att undvika att det blir segt. Kalvkött förbereds ofta med glace innan stekning eller äts med sås. Kalvparmigiana är en vanlig italiensk-amerikansk maträtt som tillagas av panerade kalvkotletter.
Förutom köttet används även kalvben till buljong som bas för såser och soppor som demi-glace. Kalvmagar används för att framställa löpe till osttillverkning. Biprodukter från kalvar anses allmänt vara de mest värdefulla  slakteribiprodukterna.